# Alu-Metsküla
Alu-Metsküla – wieś w Estonii, w prowincji Rapla, w gminie Rapla.